# ジェイ・ダシルヴァ
ジェイ・ダシルヴァ（Jay Dasilva 、1998年4月22日 - ）は、イングランド・ルートン出身のプロサッカー選手。コヴェントリー・シティFC所属。ポジションはDF。

## 経歴

### クラブ
地元クラブであるルートン・タウンFCでプレーをはじめ、2012年に13歳でチェルシーFCのアカデミーに入団した。2015年7月にクラブとプロ契約を締結。
2017年1月、期限付き移籍先のチャールトン・アスレティックFCでプロデビューを果たした。
2019年6月26日、2018年8月から期限付き移籍で加入していたブリストル・シティFCに4年契約で完全移籍。チェルシーFCのトップチームでプレーする機会は結局なかった。
2023年5月30日、コヴェントリー・シティFCに4年契約で移籍した。

### 代表
U-16からU-21までの各年代でイングランド代表に選出されている。2015年のUEFA U-17欧州選手権では準決勝のロシア代表戦で敗れるまでの全試合に出場した。また同年ではFIFA U-17ワールドカップにも出場した。
2017年のUEFA U-19欧州選手権ではチームキャプテンとして優勝に貢献した。
2019年5月、UEFA U-21欧州選手権参加メンバーに選ばれた。
2023年11月にウェールズ代表に招集された。2024年6月6日、ジブラルタル代表戦でウェールズ代表として初出場。

## タイトル

### クラブ
チェルシー
- FAユースカップ: 2013–14, 2014–15, 2015–16
- UEFAユースリーグ: 2014–15, 2015–16

### 代表
U-19イングランド
- UEFA U-19欧州選手権: 2017[8]

U-21イングランド
- トゥーロン国際大会: 2018[11]